# Rikiya Koyama
Rikiya Koyama (小山 力也 Koyama Rikiya?,  Kioto, Japón, 18 de diciembre de 1963) es un actor y actor de voz japonés, afiliado a Haiyuza Theatre Company.
Es popularmente conocido por sus papeles en Hajime no Ippo, Utawarerumono, Kamen no Maid Guy y Yakuza, y se ha hecho conocido por prestar su voz a Yamato en Naruto Shippūden y a Kogoro Mouri (segunda voz, 2009-presente) en Detective Conan. Además, es conocido por prestar su voz a villanos inhumanos bastante altos o masivos como Coyote Starrk en Bleach, Fukuro en Fairy Tail y Deep Sea King en One Punch Man. Es el artista de doblaje oficial de George Clooney, Kiefer Sutherland, Dwayne Johnson y Ma Dong-seok. Además, dobló muchos papeles de Denzel Washington, Keanu Reeves y Guy Pearce.

## Biografía
Para cuando Koyama estaba en la escuela secundaria, su voz ya había adquirido la calidad que tiene hoy, y cuando contestaba el teléfono en ese momento, su propia tía a veces lo confundía con su padre. Después de asistir a Ritsumeikan Junior y Senior High School, Koyama ingresó al departamento de derecho de la Universidad Ritsumeikan en 1982. Se convirtió en miembro de la Compañía de Teatro de Arte Ritsumeikan. En ese momento, estaba interpretando las obras de Minoru Betsuyaku y Kōhei Tsuka. Después de graduarse de la universidad en 1987, se mudó de Kioto a Tokio para estudiar teatro en Toho Gakuen College of Drama and Music. Era miembro del club de natación y no tenía reparos en usar traje de baño. Después de graduarse, se unió a la Compañía de Teatro Haiyuza e hizo su debut como actor en Kamen Rider Black RX en 1989. En RX, realizó la mayoría de las escenas de acción él mismo, incluyendo explosiones de napalm y wire fu, a excepción de algunas escenas peligrosas. Debido a su conexión con los productores de la serie, Nagafumi Hori y Susumu Yoshikawa, a menudo hizo apariciones especiales en la serie Metal Hero de la que estaban a cargo.
Koyama hizo su debut como seiyū en ER e inicialmente se centró en el doblaje, pero desde la década de 2000 también ha aparecido en muchos animes y videojuegos. Además, Utawarerumono Radio provocó un aumento en los programas de radio en los que trabajó con varias actrices de voz femeninas. En el anime, interpreta a muchos personajes austeros, pero cubre la gama desde lo serio hasta lo gracioso, desde los buenos hasta los villanos de corazón frío, los papeles cómicos hasta los dinámicos, y desde personajes lujuriosos como Kristofor en el juego Infinite Undiscovery hasta el distante y papel de espíritu libre de Leonard en la serie Angelique. Dado que ha estado trabajando más como actor de doblaje, Koyama no ha hecho muchas apariciones como actor. En 2009, se le pidió que interpretara el papel de Joe of Haze en Kamen Rider Decade , el mismo papel que interpretó en RX, pero lo rechazó debido a su edad y la incomodidad con la imagen del papel.
Koyama también ha estado activo como actor de teatro, participando activamente en representaciones teatrales en Europa (Inglaterra, Francia, Países Bajos, Rumania, Italia y Rusia) desde aproximadamente el año 2000, y su actuación como Antonio en El mercader de Venecia en 2001 ganó el Premio a la Actuación Sobresaliente en los 9º Premios de Teatro Yomiuri. En 2011, Koyama ganó el Premio Memorial Kei Tomiyama en los 5º Seiyū Awards. 
El papel de Jack Bauer en 24 es uno de los más populares de Koyama. A finales de 2010, conoció a Kiefer en la campaña final de la temporada de 24 y en el evento de agradecimiento de los fans.

## Filmografía
Lista de los roles interpretados durante su carrera como seiyū.
Los papeles principales están en negrita.

### Anime
1996
- Detective Conan como Saku Norifumi (ep.199) y Mouri Kogoro (desde el episodio 553), (reemplazando a Akira Kamiya).

1997
- Pokémon como Doctor Doc (ep.47)

2000
- Hajime no Ippo como Takamura Mamoru.
- Pokémon: Mewtwo Returns como Penishirina.

2001
- Figure 17 como Daisuke Domoto (D.D.)
- The SoulTaker como Zabo (ep.6)

2002
- Ghost in the Shell: Stand Alone Complex como Hideo Kuze.
- Hanada Shonen-shi como Seiji.
- Abenobashi Mahō☆Shōtengai como Yutas; Abe
- Naruto como Hotarubi (Eps.182-183)

2003
- Croquette! como Bagu.
- D•N•Angel como Police Chief Hiwatari.
- Hajime no Ippo - Champion Road como Takamura Mamoru.
- L/R: Licensed by Royalty como Grey F. Stratos
- Ninja Scroll como Jubei Kibagami.

2004
- Bleach como Coyote Stark.
- Fafner como Seiichirou Kaname.
- Ghost in the Shell: Stand Alone Complex 2nd GIG como Hideo Kuze.
- MONSTER como Jürgens.
- Paranoia Agent como Manga Hero (Ep.4)
- Saiyuki Gunlock como Gato.

2005
- Akagi como Nangou.
- Eureka Seven como Norb (eps.34-42)
- Eyeshield 21 como Musashi.
- Fate/stay night como Kiritsugu Emiya.
- Full Metal Panic! The Second Raid como Belfangan Grouseaux.
- MÄR como Saturn.
- Noein - to your other self como Kuina.
- Patalliro Saiyuki! como Sa Gojou .
- SoltyRei como Vincent Greco (Ep.6)
- Speed Grapher como Genba Ryougoku (doctor).
- The Wings of Rean como Shinjiro Sakomizu.

2006
- Bakkyuu HIT! Crash Bedaman como Juubee Sanada.
- Busō Renkin como Victor.
- Ghost Slayers Ayashi como Abi.
- Honey and Clover II como Mac Carlos (ep.6)
- A Spirit of The Sun como Chan.
- Tokio Tribe 2 como Sleepy.
- Utawarerumono como Hakuoro.
- Witchblade como Reiji Takayama.
- Yomigaeru Sora - RESCUE WINGS -  como Junzou Kuroki .

2007
- Jyūshin Enbu - Hero Tales como Koyō.
- Kaze no Stigma como Genma Kannagi.
- Koi suru Tenshi Angelique ~ Kagayaki no Ashita ~ como Leonard.
- Majin Tantei Nōgami Neuro como Dokuta Kuroo (ep.21)
- Naruto Shippuuden como Yamato.
- Over Drive como Padre de Terao.
- Shigurui: Death Frenzy como Sanjuurou Okitsu.
- Suteki Tantei Labyrinth como Kōcha Daiō (ep.7)

2008
- Akaneiro ni Somaru Saka como Seijirou Sugishita.
- Blue Dragon: Tenkai no Shichi Ryū como World Voice.
- Ga-Rei -Zero- como Kudō Kusuno.
- Golgo 13 como Blue-Eye Zaras (ep.9)
- Kamen no Maid Guy como Kogarashi.
- Kimi ga Aruji de Shitsuji ga Ore de como Kuman (ep.6)
- Kyo kara Maoh! 3rd Series como Voltrana (tío de Wolfram).
- Mahō Tsukai ni Taisetsu na Koto: Natsu no Sora como Seiichirou Hara.
- Mōryō no hako como Sasagawa.
- Shigofumi: Letters from the Departed como Kirameki Mikawa.
- Soul Eater como Shinigami-sama.
- Ultraviolet: Code 044 como Daxus II.
- Yatterman como Chuck Pauer (ep.25)

2009
- Hajime no Ippo: New Challenger como Takamura Mamoru.
- Maria-sama ga Miteru 4th Season como Padre de Kanako.
- Rideback como Tenshirou Okakura.
- Umineko no Naku Koro ni como Ushiromiya Rudolf.
- Kobato como Genko.

2011
- Hunter x Hunter 2011 como Ging Freecss
- Fate/Zero como Kiritsugu Emiya
- Nurarihyon no Mago Sennen Makyō como Abe no Seimei.
- X-Men como Wolverine

2012
- Fate/Zero (segunda temporada) como Kiritsugu Emiya
- Zetsuen No Tempest como Samon Kusaribe

2013
- Hajime no Ippo RISING como Mamoru Takamura
- High School DxD como Azazel
- Pokémon: The origins Como Giovanni

2014
- Black Bullet como Kagetane Hiruko

2015
- Owarimonogatari como Seishirou Shishirui
- Sore ga Seiyuu como el mismo
- Shokugeki no Sōma como Jōichirō Yukihira
- Kekkai Sensen como Klaus Von Reinherz

2016
- Arslan Senki: Fūjin Ranbu como Lucian
- Berserk como Mozgus
- Bungō Stray Dogs como Yukichi Fukuzawa
- Danganronpa 3: The End of Hope's Peak High School como Jin Kirigiri
- One Piece como Kyros

2017
- Code: Realize - Sōsei no Himegimi - como Jimmy Aleister
- Shōkoku no Altair como Corentin Pineau
- Kekkai Sensen & Beyond como Klaus Von Reinherz

2018
- Karakuri Circus como Narumi Katō

2019
- Kanata no Astra como Rei Hoshijima

2020
- Black Clover como Dante Zogratis

2021
- Vivy: Fluorite Eye’s Song como Antonio
- Kimetsu no Yaiba: Mugen Ressha-hen (TV) como Shinjūrō Rengoku

2022
- Urusei Yatsura como el Padre de Lum

2023
- Undead Unluck como Billy

### OVA
- Akane-Iro ni Somaru Saka como Seijirou Sugishita.
- Ayakashi Ayashi: Ayashi Divine Comedy como Abi.
- Full Metal Panic! The Second Raid (OVA) como Belfangan Grouseaux.
- Fushigi Yûgi Eikôden como Shu Tendo.
- Ghost in the Shell: Stand Alone Complex - Individual Eleven como Hideo Kuze.
- Gundam Evolve como Challia Bull.
- Gundam Unicorn como Flaste Schole.
- Hajime no Ippo - Mashiba vs. Kimura como Takamura Mamoru.
- Kite Liberator como Orudo Noguchi.
- Mnemosyne - Mnemosyne no Musume-tachi como Ihika (eps.5-6)
- Utawarerumono (OVA) como Hakuoro.

### Películas
- Cowboy Bebop: Knockin' on Heaven's Door como Steve.
- Detective Conan: El réquiem de los detectives como Ryuuacha.
- Final Fantasy: La fuerza interior como Grey Edwards.
- Fullmetal Alchemist: Conquistador de Shamballa como Rudolf Hess.
- JoJo's Bizarre Adventure: Phantom Blood como William A. Zeppeli
- Resident Evil: Degeneration como Curtis Miller.
- My Hero Academia: Two Heroes como Wolfram
- La Rosa de Versalles como Alain de Soisson.
- Shin Kyūseishu Densetsu Hokuto no Ken: Kenshirō-den como Jugai.
- Tokio Godfathers como Bridegroom.
- Vampire Hunter D: Bloodlust como Public Official.
- Detective Conan: El Puño de Zafiro Azul como Kogorō Mōri.
- Kimetsu no Yaiba: Mugen Ressha-hen como Shinjūrō Rengoku.

### Videojuegos
- Angelique Etoile como Leonard.
- Drakengard 2 como Urick.
- Final Fantasy XII como Basch.
- Infinite Undiscovery como Kristofor.
- Jak II como Torn.
- Jak 3 como Torn.
- JoJo's Bizarre Adventure: All Star Battle como Yoshikage Kira
- JoJo's Bizarre Adventure: Eyes of Heaven como Yoshikage Kira
- Phantasy Star Universe como Leogini S.B.
- Sigma Harmonics como Shizuma Kurogami.
- Tales of Innocence como Asura.
- Tales of Vesperia como Duke.
- Time Crisis 4 como Líder terrorista.
- Too Human como Baldur.
- Utawarerumono como Hakuoro.
- Sengoku Basara: Samurai Heroes como Kuroda Kambe.
- Fate/Grand Order como Kiritsugu Emiya (Assassin).
- Super Dragon Ball Heroes: Universe Mission como el Saiyajin Maligno.
- League Of Legends como Lucian
- Captain Tsubasa Dream Team como Diago Rossi
- Alchemy Stars como Gram.

### Tokusatsu
- Kamen Rider Black RX como Joe de Haze.
- Tokkei Winspector como Matsuyama (ep. 34)
- Tokkyuu Shirei Solbrain como Sekine (ep. 40)
- Tokusou Exceedraft como Asistente del Doctor Obayash (ep. 21)
- Tokusou Robo Janperson como Takase (ep. 19)
- Blue SWAT como Toru Harada (ep. 16)
- Tensō Sentai Goseiger como Derebuta.
- Kamen Rider Zi-O como la voz del Ziku Driver, RideWatches, armamento y Ohma Zi-O

### Doblaje

#### Cine
- Buscando a Nemo como Crush.
- Trilogía cinematográfica de El Señor de los Anillos como Boromir.
- The Matrix como Neo.

#### Serie TV
- 24 como Jack Bauer.
- Urgencias como Dr. Doug Ross.

### CD Drama
- 'Music in Amber' -vi- como Naoe Kanetsugu
- Utawareru Mono Original Drama: Tuskuru no Kougou como Hakuoro.
- Utawareru Mono Original Drama: Tuskuru no Nairan como Hakuoro.
- Utawareru Mono Original Drama: Tuskuru no Zaihou como Hakuoro.